# Benoît de Maillet

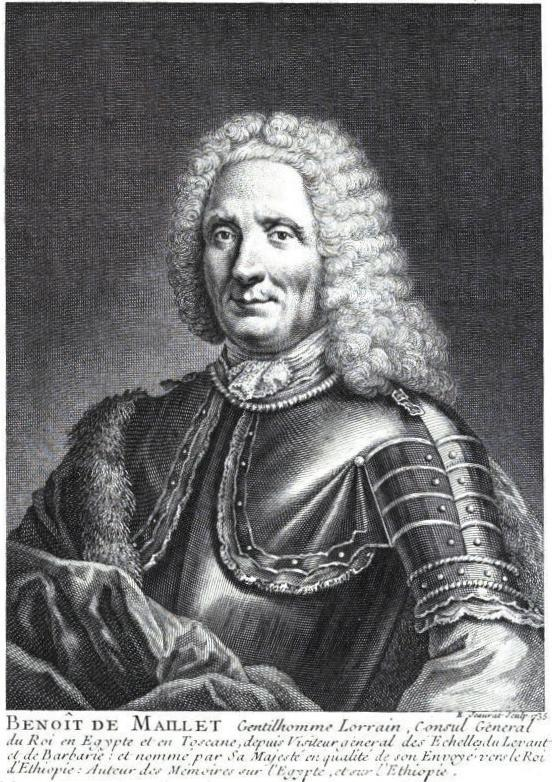
Benoit de Maillet

Benoît de Maillet (* 12. April 1656 in Saint-Mihiel; † 30. Januar 1738 in Marseille) war ein französischer Diplomat, Reisender, Historiker und Geologe.
Er stammte aus angesehener adliger Familie in Lothringen und erhielt Privatunterricht. Er interessierte sich für Naturgeschichte und reiste viel. 1692 bis 1708  war er französischer Generalkonsul in Kairo, wo er vor allem in schwierige Verhandlungen um Zölle verwickelt war, und 1712 bis 1717 in Livorno. Ab 1715 bis zu seinem Ruhestand 1720 war er als französischer Diplomat für die Levante und die Barbarei zuständig. Im Ruhestand lebte er in Marseille.
De Maillet veröffentlichte 1748 in Amsterdam eine stark spekulative Vision eines zyklischen Entstehens und Vergehens vom Leben auf der Erde und der geologischen Entwicklung der Erde von einem sonnenartigem heißen Zustand zur Abkühlung. Durch Austrocknung der Meere entstand Landleben aus überall vorhandenen Lebenssamen (Panspermie) und Vorläuferformen im Wasser (auch beim Menschen gab es Meermänner und -frauen als Vorläufer). Damit gehört er zu den frühesten Vordenkern der Evolutionstheorie, da er einen Artwandel annahm. Aus dem Zerfall sich anhäufender organischer Massen entsteht nach ihm neue Hitze, Vulkanismus und eine neue sonnenartige Phase des Zyklus. Gesteine entstehen nach Maillet durch Sedimentation im Meer, und die neuen Schichten rutschen an den Flanken der Urberge beim Rückgang des Meeres ab. Damit kann man Maillet als frühen Neptunisten auffassen. Das Alter der Erde, bzw. die Dauer der Zyklen, berechnet er aus der Höhe heutiger Berge und Annahmen eines fortdauernden langsamen Fallens des Meeresspiegels, erkenntlich an heute trockenen Häfen, auf mehrere Millionen Jahre. Das war für damalige Zeiten und auch noch bis zum 19. Jahrhundert ein sehr hoher Schätzwert.
Das Werk entstand zwischen 1722 und 1732 und wurde lange nach seinem Tod stark bearbeitet vom Herausgeber, dem Abbé Jean-Baptiste Le Mascrier veröffentlicht. Der Herausgeber war katholischer Geistlicher und versuchte die Ansichten von de Maillet mit der katholischen Lehre in Übereinstimmung zu bringen. Eine kritische Ausgabe aufgrund von erhaltenen Manuskripten erschien 1920. Das Buch hat die Form eines Dialogs eines indischen Philosophen mit einem französischen Missionar.
In Ägypten interessierte er sich auch für Archäologie, besuchte die Pyramiden und schickte Mumien nach Frankreich. Er lernte Arabisch und schrieb eine Beschreibung Ägyptens, die von Mascrier 1735 herausgegeben wurde. Von der Bearbeitung war Maillet enttäuscht. Ein weiteres Manuskript (Mémoires sur l’Éthiopie) erschien nie.

## Schriften
- Description de l’Égypte, 1735
- Telliamed ou entretiens d’un philosophe indien avec un missionnaire françois, sur la diminution de la Mer, la formation de la Terre, l’origine de l’Homme, etc. Amsterdam, 2 Bände 1748, 3. Auflage den Haag, Paris 1755 (mit Biografie)

Neuausgaben von Telliamed
- Albert V. Carozzi:  Teliamed, or conversations between an Indian philosopher and a French missionary on the diminution of the sea. University of Illinois Press, Urbana, Chicago & London 1968
- Fritz Neubert: Einleitung in eine kritische Ausgabe von B. de Maillets Telliamed ou Entretiens d’un philosophe indien avec un missionnaire françois. Ein Beitrag zur Geschichte der französischen Aufklärungsliteratur. Emil Ebering, Berlin 1920
- Eine französische Neuausgabe erschien bei Fayard, Paris 1984